# Julija Majarčuk
Julija Majarčuk, nota anche con il nome traslitterato Yuliya Mayarchuk (in ucraino Юлія Маярчук?; Odessa, 20 aprile 1977), è un'attrice ucraina la cui carriera si è svolta interamente in Italia.

## Biografia
Nata in Ucraina, a Odessa (alcune fonti riportano Mykolaïv), al tempo parte dell'Unione sovietica, ha vissuto anche in Russia (Siberia) e Kiev; si trasferì in Italia negli anni 1990 a 19 anni dove iniziò a recitare. Nel 2000 lavorò con Tinto Brass nel film Tra(sgre)dire, nel quale interpretò la protagonista Carla. Successivamente ha avuto un ruolo di rilievo nella serie televisiva di Rai 3, La squadra e in diversi altri film e fiction televisive, tra cui il film Faccia di Picasso, regia di Massimo Ceccherini, e le serie tv Distretto di Polizia 3, Carabinieri 2, regia di Raffaele Mertes, R.I.S. 5 - Delitti imperfetti, Don Matteo 6 di Fabrizio Costa, Incantesimo 7, Il maresciallo Rocca, e Occhio a quei due, di Carmine Elia. Nel 2017 compare in una puntata della serie Rai Il commissario Montalbano.
Tra i lavori più interessanti la partecipazione nei film In nome di Maria (2007) di Franco Diaferia e La vita è una cosa meravigliosa (2010) di Carlo Vanzina, dove ha interpretato la parte di Doina. A teatro ha interpretato Miseria e nobiltà diretta da Aldo Giuffré, Il bello di papà con Vincenzo Salemme, Comicissima tragedia e Ti ho spostato per ignoranza con Gianfranco e Massimiliano Gallo, e Lo schiaccianoci, tratto dal balletto con musiche di Pëtr Il'ič Čajkovskij, regia di Manuela Schiano Lomoriello.

### Vita privata
Risiede a Napoli con il compagno, un imprenditore partenopeo, col quale ha avuto due figlie.

## Filmografia parziale

### Cinema
- Sogno, episodio di Corti circuiti erotici, regia di Nicolaj Pennestri (1999)
- Tra(sgre)dire, regia di Tinto Brass (2000)
- Faccia di Picasso, regia di Massimo Ceccherini (2000)
- L'italiano, regia di Ennio De Dominicis (2002)
- L'ariamara, regia di Mino Barbarese (2005)
- Go Go Tales, regia di Abel Ferrara (2007)
- In nome di Maria, regia di Franco Diaferia (2008)
- La vita è una cosa meravigliosa, regia di Carlo Vanzina (2010)
- Il regista del mondo, regia di Carlo Fumo - cortometraggio (2011)
- Impepata di nozze - Sposarsi al sud è tutta un'altra storia..., regia di Angelo Antonucci (2012)
- Vieni a vivere a Napoli, registi vari (2016)
- 45... Good Wine, regia di Lucio Bastolla e Alfonso Perugini (2017)
- Passpartù - Operazione Doppiozero, regia di Lucio Bastolla (2019)
- Mai per sempre, regia di Fabio Massa (2019)
- Il ladro di cardellini, regia di Carlo Luglio (2020)

### Televisione
- La squadra, registi vari - serie TV (2000-2007)
- Il maresciallo Rocca 3, regia di Giorgio Capitani - miniserie TV (2001)
- Tre casi per Laura C, regia Gianpaolo Tescari - Miniserie TV (2002)
- Soldati di pace, regia di Claudio Bonivento - Miniserie TV (2002)
- Distretto di Polizia 3, regia di Monica Vullo - Serie TV, episodio 3x02 (2002)
- Carabinieri 2, regia di Raffaele Mertes - serie TV (2003)
- Incantesimo 7, regia di Alessandro Cane e Tomaso Sherman - serie TV (2004)
- Don Matteo 6 - Serie TV, episodio Un tocco di fard, regia di Fabrizio Costa (2008)
- R.I.S. 5 - Delitti imperfetti, regia di Fabio Tagliavia - serie TV, episodio 5x04 (2009)
- Occhio a quei due, regia di Carmine Elia - Film TV (2009)
- La porta rossa, regia di Carmine Elia - serie TV (2017)
- Il commissario Montalbano - serie TV (2017)
- Mare fuori, regia di Carmine Elia, Milena Cocozza e Ivan Silvestrini - serie TV (2020-2021)